# Eiko Ishioka
Eiko Ishioka (12 de julio de 1938, Tokio - 21 de enero de 2012, Tokio) fue una diseñadora de vestuario japonesa destacada en el mundo cinematográfico.

## Biografía
Su padre era un diseñador gráfico y su madre una ama de casa. La carrera profesional de Eiko Ishioka comenzó tras graduarse de la Universidad Nacional de Bellas Artes y Música de Tokio, dedicándose al diseño gráfico y a la publicidad en Japón. Trabajó en el área de publicidad de la empresa de cosméticos Shiseido, y posteriormente para la cadena de grandes almacenes Parco.
Su primera incursión en el cine vino de la mano de Paul Schrader, quien la contactó para que se encargara del diseño de Mishima. Una vida en cuatro capítulos. Gracias a su trabajo, la diseñadora recibió un reconocimiento en el Festival de Cine de Cannes por su "contribución artística", junto al director de fotografía John Bailey y el compositor Philip Glass. En 1987 obtuvo un premio Grammy en la categoría de mejor presentación de grabación por su diseño de la portada del álbum Tutu de Miles Davis.
En 1988 diseñó la escenografía y vestuario de la obra de teatro M. Butterfly, siendo nominada a dos premios Tony.
En 1992 trabajó en el vestuario de la película Drácula, de Bram Stoker, dirigida por Francis Ford Coppola. Gracias a su labor en aquella cinta obtuvo un premio Óscar en la categoría de mejor diseño de vestuario. Ishioka había colaborado anteriormente con Coppola en 1979, cuando diseñó una serie de afiches japoneses para su película Apocalypse Now (1979), y en 1987 colaboró en el arte conceptual del episodio "Rip Van Winkle" que Coppola dirigió para la serie de televisión Faerie Tale Theatre.
En 1996 estuvo a cargo de la dirección artística del espectáculo "Dreams and Nightmares" que el mago David Copperfield realizó en Broadway. Posteriormente, en 2002, dirigió el vídeo musical de la canción "Cocoon" de Björk. Ese mismo año, confeccionó los uniformes de miembros de los equipos de Japón, Suiza, España y Canadá para los Juegos Olímpicos de Salt Lake City. En 2008 diseñó el vestuario de la noche inaugural de los Juegos Olímpicos realizados en Pekín.
Eiko Ishioka diseñó además el vestuario de las cuatro primeras películas de Tarsem Singh, incluyendo The Cell (2000).
Participó también en la creación del vestuario de Varekai, un espectáculo del Cirque du Soleil, y en 2009 diseñó los vestuarios que la cantante Grace Jones ocupó en su gira "Hurricane". Posteriormente diseñó los disfraces del musical de Broadway Spider-Man: Turn Off the Dark, y trabajó en la película Mirror Mirror de Tarsem Singh.
Eiko Ishioka falleció el 21 de enero de 2012 en Tokio, víctima de un cáncer de páncreas.
Su trabajo está incluido en la colección permanente de museos de todo el mundo, incluyendo el Museo de Arte Moderno de Nueva York. En 1992 fue seleccionada para ser miembro de la New York Art Directors Club Hall of Fame.

## Filmografía
- Mirror Mirror (2012)
- Immortals (2011)
- Teresa, el cuerpo de Cristo (2007)
- The Fall. El sueño de Alexandria (2006)
- Varekai - Cirque du Soleil
- The Cell (2000)
- Drácula, de Bram Stoker (1992)
- Closet Land (1991)
- Mishima. Una vida en cuatro capítulos (1985)

## Premios y nominaciones
Premios Óscar
| Año  | Categoría                 | Película                | Resultado |
| ---- | ------------------------- | ----------------------- | --------- |
| 1993 | Mejor diseño de vestuario | Drácula, de Bram Stoker | Ganadora  |
| 2013 | Mejor diseño de vestuario | Mirror Mirror           | Nominada  |

| Año  | Premio                     | Categoría                    | Película                              | Resultado |
| ---- | -------------------------- | ---------------------------- | ------------------------------------- | --------- |
| 2001 | Premios Saturn             | Mejor vestuario              | The Cell                              | Nominada  |
| 1994 | Premios BAFTA              | Mejor diseño de vestuario    | Drácula, de Bram Stoker               | Nominada  |
| 1993 | Premios Saturn             | Mejor vestuario              | Drácula, de Bram Stoker               | Ganadora  |
| 1985 | Festival de Cine de Cannes | Mejor contribución artística | Mishima. Una vida en cuatro capítulos | Ganadora  |